# Jusup Wilkosz
Jusup Wilkosz (ur. 8 listopada 1948 w Heilbronn, zm. 19 listopada 2019) − niemiecki kulturysta.

## Życiorys
Urodził się w Heilbronn. Jako nastolatek, za namową nauczyciela wychowania fizycznego, spróbował swoich sił w podnoszeniu ciężarów. Z czasem reprezentował szkołę z sukcesami na mistrzostwach krajowych. Z czasem z podnoszenia ciężarów przeszedł do trójboju siłowego. Potem zmienił dyscyplinę sportu na kulturystykę.
Po przejściu na zawodowstwo nawiązał znajomość z Arnoldem Schwarzeneggerem, który pomagał mu w treningach przez większość kariery.
Jusup Wilkosz był bardzo ambitny i z roku na rok osiągał coraz większe postępy w sylwetce. Pierwsze poważne tytuły to m.in. Mr. Universe w roku 1979. Pasmo sukcesów nie trwało jednak długo, kariera obiecująco zapowiadającego się sportowca staje pod znakiem zapytania przez liczne kontuzje pleców, a następnie ramion. Pomimo problemów zdrowotnych zajmuje 3 miejsce na Mr. Olympia 1984.
W międzyczasie zmarła jego żona, siłownia którą otworzył zaczęła przynosić straty, a sam kulturysta popadł w depresję. Pomimo pasma niepowodzeń w roku 1994 powrócił do rywalizacji na scenie Mr. Olympia. Podczas przygotowań odnowiły się jednak stare kontuzje i ostatecznie nie dochodzi do startu.
W 2007 roku Wilkosz wydał książkę autobiograficzną The Journey of Jusup W, opisując w niej całą karierę kulturystyczną oraz przeszkody, które napotkał na swojej drodze.

## Warunki fizyczne
- wzrost: 185 cm
- waga: ok. 115 kg

## Osiągi
- 1979 German Bodybuilding Championships − I m-ce
- 1979 World Amateur Championships − I m-ce
- 1979 Mr. Universe − I m-ce
- 1980 IFBB Pro Mr. Universe − I m-ce
- 1981 Mr. Olympia − VI m-ce
- 1982 Mr. Olympia − X m-ce
- 1983 Mr. Olympia − VI m-ce
- 1983 Grand Prix Switzerland − IV m-ce
- 1983 Grand Prix Sweden − III m-ce
- 1983 Grand Prix World − III m-ce
- 1984 Mr. Olympia − III m-ce
- 1986 Mr. Olympia − XII m-ce

## Dorobek twórczy
Filmy treningowe z udziałem Wilkosza:
- Der Wille, die Kraft, der Sieg

Książki autorstwa Wilkosza:
- Was würde bloß die Emma dazu sagen?